# Carl Eduard Dippell

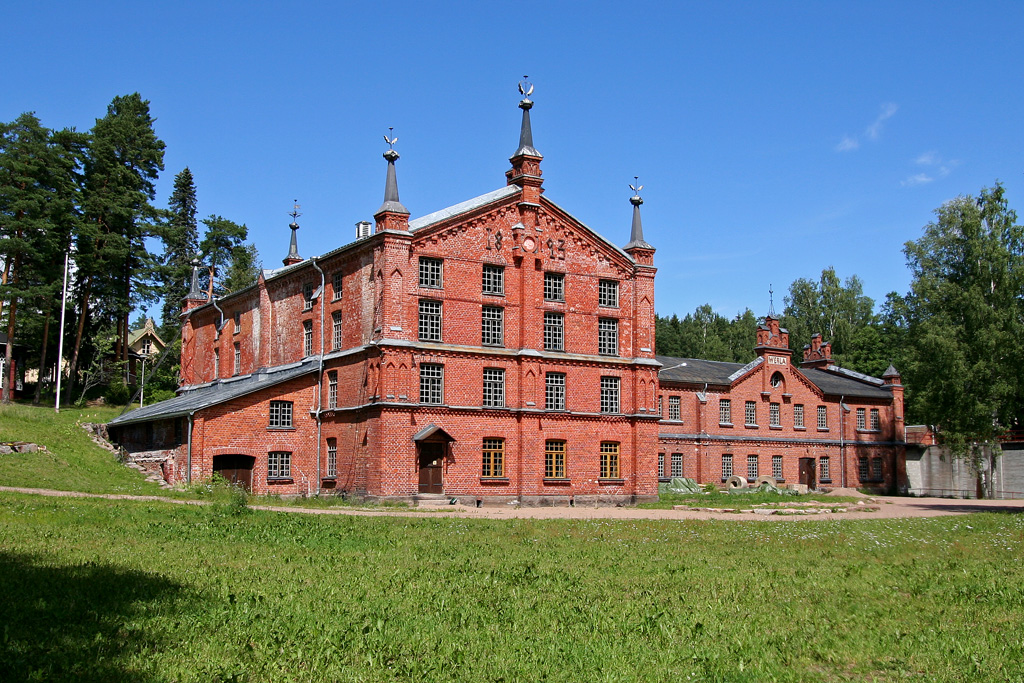
Papierfabrik in Verla

Carl Eduard Dippell (* 10. Oktober 1855 in Wyborg; † 30. Dezember 1912 in Nizza) war ein deutsch-finnischer Architekt.

## Leben
Carl Eduard Dippell studierte ab 1871 an der Polytechnischen Schule Hannover Architektur und wurde Schüler von Conrad Wilhelm Hase. 1872 wurde er hier Mitglied des Corps Slesvico-Holsatia. Nach Abschluss des Studiums im Jahre 1876 ließ er sich als Privatarchitekt in Wyborg (finnisch: Viipuri) nieder. Zu seinen Bauvorhaben gehörten Kirchen, Industriegebäude und Wohngebäude. 1891 gehörte er zu den Gründern des Künstler-Vereins Wyborg. Von 1896 bis 1903 war er Präsident der dortigen Technischen Gesellschaft. Er starb bei einem krankheitsbedingten Aufenthalt in Nizza.

## Bauwerke
In Hovinmaa:
- 1876 Holzschleiferei

In Nuijama:
- 1887 Kapelle
- 1887 Wohnhaus

In Papula:
- 1896 Lagerhaus

In Rakkolanjoki:
- 1889 Kachelfabrik

In Verla:

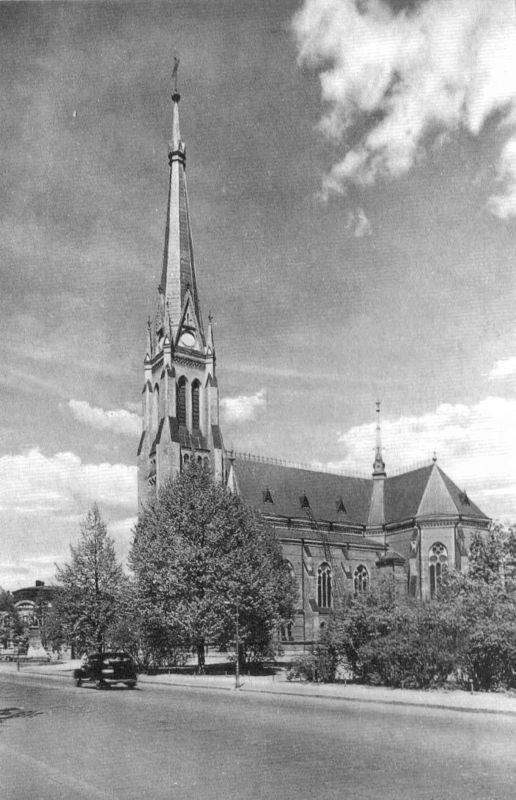
Kathedrale von Wyborg. Erbaut 1893–1895, zerstört 1940.

- 1885 Wohnhaus des Fabrikbesitzers Gottlieb Kreidl, nach seinen Entwürfen 1898 um einen Flügel erweitert
- 1893–1895 Papierfabrik mit Arbeitersiedlung
- 1902 Magazin im Garten des Fabrikbesitzers Gottlieb Kreidl

(seit 1996 wird die gesamte Fabrikanlage im Verzeichnis des UNESCO-Weltkulturerbes geführt)
In Vyborg:
- 1880 zweistöckiges Geschäfts- und Bürogebäude
- 1883 Haus für die russische Gemeinde
- 1889 Aussichtsturm Papulanvuori
- 1893–1895 neugotische Backsteinkirche für die Finnische Kongregation, später als Neue Kathedrale genutzt, 1940 im Russisch-Finnischen Krieg zerstört
- 1897 Lagerhaus
- 1897 Torkeli-Bürogebäude
- 1897 Mietshäuser